# Hans Mulder
Hans Mulder (født 27. april 1987 i Amsterdam) er en hollandsk-spansk fodboldspiller, der spiller for RKC Waalwijk. 
Han har tidligere spillet for FC Nordsjælland i Superligaen. Han har desuden spillet i RKC Waalwijk, Willem II, NEC og Delhi Dynamos FC. Han fik sin debut for Delhi Dynamos FC den 14. oktober 2014 i en kamp mod FC Pune City, hvor han spillede alle 90 minutter.